# Rho3 Eridani
Título a ser usado para criar uma ligação interna é Rho3 Eridani.
Rho3 Eridani (10 Eridani) é uma estrela na direção da constelação de Eridanus. Possui uma ascensão reta de 03h 04m 16.48s e uma declinação de −07° 36′ 03.2″. Sua magnitude aparente é igual a 5.26. Considerando sua distância de 140 anos-luz em relação à Terra, sua magnitude absoluta é igual a 2.09. Pertence à classe espectral A8V.